# Spider-Man: Daleko od domova
Spider-Man: Daleko od domova (v anglickém originále Spider-Man: Far From Home) je americký akční film z roku 2019 režiséra Jona Wattse, natočený na motivy komiksů z vydavatelství Marvel Comics o superhrdinovi Spider-Manovi. V titulní roli se představil Tom Holland, který tuto postavu ztvárnil i v předchozích filmech, dále se do svých rolí vrací Zendaya, Marisa Tomeiová, Jacob Batalon a Samuel L. Jackson. Nově přichází Jake Gyllenhaal jako Mysterio, hlavní záporná postava filmu. Jedná se o pokračování snímku Spider-Man: Homecoming a zároveň o 23. film série Marvel Cinematic Universe. Název filmu byl odhalen 24. června 2018 ve videu na instagramovém profilu Toma Hollanda.
Film se natáčel ve Spojeném království (Londýn), Itálii (Benátky), České republice (Liberec a Praha), Německu (Berlín), New Yorku a New Jersey.
Uvedení filmu v amerických kinech proběhlo 2. července 2019. V České republice měl film premiéru 4. července 2019.
Film celosvětově utržil 1,132 miliardy dolarů, což z něj učinilo 24. nejvýdělečnější film historie.

## Obsazení
- Tom Holland (český dabing: Adam Mišík) jako Peter Parker / Spider-Man
- Jake Gyllenhaal (český dabing: Alexandr Rašilov) jako Quentin Beck / Mysterio
- Jon Favreau (český dabing: Tomáš Racek) jako Harold „Happy“ Hogan
- Samuel L. Jackson (český dabing: Vladimír Kratina) jako Nick Fury
- Cobie Smulders (český dabing: Tereza Chudobová) jako Maria Hillová
- Zendaya (český dabing: Eva Josefíková) jako Michelle "MJ"
- Marisa Tomei (český dabing : Miroslava Pleštilová) jako May Parkerová
- Jacob Batalon (český dabing: Roman Hajlich) jako Ned Leeds
- Martin Starr (český dabing: Daniel Bambas) jako Roger Harrington
- J.B. Smoove (český dabing: Pavel Nečas) jako Julius Dell
- Tony Revolori (český dabing: Matouš Ruml) jako Flash Thompson
- Angourie Rice (český dabing: Patricie Soukupová) jako Betty Brantová
- Remy Hii (český dabing: Marek Lambora) jako Brad Davis
- Jorge Lendeborg Jr. (český dabing: Ondřej Havel) jako Jason Ionello
- Numan Acar (český dabing: Michal Gulyáš) jako Dimitri Smerdyakov

V cameo rolích se též objevili Michal Kubal jako reportér ČT24, Ben Mendelsohn jako Talos a Sharon Blynn jako Soren.
Dále se v cameo roli objevil J. K. Simmons jako J. Jonah Jameson ve vysílání videa od Daily Bugle. Je to vůbec poprvé, co stejný herec ztvárnil tutéž postavu, jež se objevuje ve dvou filmových franšízách od Marvelu (trilogie Spider-Man režiséra Sama Raimiho a Marvel Cinematic Universe).